# Villar de la Yegua
Villar de la Yegua is een gemeente in de Spaanse provincie Salamanca in de regio Castilië en León met een oppervlakte van 55,80 km². Villar de la Yegua telt 198 inwoners (1 januari 2016).

## Demografische ontwikkeling
Bron: INE, 1857-2011: volkstellingen
Opm.: In 1975 werd de gemeente Barquilla aangehecht